# Anthurium tarapotense
Anthurium tarapotense är en kallaväxtart som beskrevs av Adolf Engler. Anthurium tarapotense ingår i släktet Anthurium och familjen kallaväxter. Inga underarter finns listade.